# Яків Геровський
Яків Геровський (24 жовтня 1794, с. Новий Яжів, нині с. Новий Яр, Яворівський район, Львівська область — 5 вересня 1850, Львів) — український педагог, релігійний та громадський діяч, священник УГКЦ. Професор, доктор богослов'я (1836), ректор Львівського університету у 1841–1842 роках.

## Життєпис
Народився 24 жовтня 1794 року в с. Новий Яжів на Яворівщині) в сім'ї Симеона (дяка, сільського вчителя) та Катерини (з Лозинських) Геровських.
Філософію та три перших роки теології студіював у Львівському університеті. За рішенням Львівської консисторії УГКЦ, яка в порозумінні з віденською владою почала місійну діяльність серед слов'ян Австрійської імперії після Віденського конгресу, був висланий до Хорватії. Тут у місті Крижевці у 1817 році прийняв священничі свячення. Через рік повернувся до Львова, у 1818–1819 закінчив 4-й курс теології. Зразу після цього був висланий до Далмації. В 1820–1822 роках в Шибенику викладав біблійні науки та догматику в новоутвореній духовній семінарії. З перемишльським каноніком Олексієм Ступницьким провадив місійну працю серед православних, вживаючи переважно сербської мови. Трагічна смерть О. Ступницького у 1822 році викликала його переїзд до Відня, де продовжив вивчати догматику. Через рік був викликаний до Львова суплентом при кафедрі Нового Заповіту. В 1826 році як професор став завідувачем кафедри. У 1836 році став доктором теології.
Тричі був деканом богословського факультету (1837, 1841, 1845), у 1841–1842 роках був ректором Львівського університету. В 1841 році став почесним каноніком Перемишльської капітули УГКЦ, в 1846 — радником львівської консисторії УГКЦ. Як професор мав посаду просинодального екзаменатора трьох львівських консисторій УГКЦ. Був улюбленцем студентів.
Не залишив жодної публікації. Австрофіл, значної ролі в громадсько-політичному житті не відігравав. У 1848 році був головою Жовківського виділу Головної Руської Ради. Очолював групу професорів, які протестували проти впровадження з нового навчального року польської мови для викладання. Серед тодішнього українства залишився у пам'яті як шляхетний, жертовний, заслужений педагог.
Був священиком церкви Святого Миколая у Львові.
Помер у Львові 5 вересня 1850 року. Спочатку був похований на Жовківському цвинтарі (або Папарівка) — колишньому цвинтарі у Львові, тепер не існує, розташована залізнична станція Підзамче). Під час будівництва залізничної станції (двірця) у 1860-х роках могилу, пам'ятник було перенесено на Личаківський цвинтар.